# Guspini
Guspini (sardinski: Gùspini) je grad i općina (comune) u pokrajini Južnoj Sardiniji u regiji Sardiniji, Italija. Nalazi se na nadmorskoj visini od 130 metara i ima 11 870 stanovnika.
 Prostire se na 174,67 km². Gustoća naseljenosti je 68 st/km².
Susjedne općine su: Arbus, Gonnosfanadiga, Pabillonis, San Gavino Monreale, San Nicolò d'Arcidano i Terralba.